# Goran Šprem
Goran Šprem (Dubrovnik, 6. srpnja 1979.) bivši je hrvatski rukometaš. Igrao je na poziciji lijevog krila.
S hrvatskom rukometnom reprezentacijom osvojio je svjetsko i olimpijsko zlato, te postigao još čitav niz drugih uspjeha.
Kao član reprezentacije 2004. godine dobitnik je Državne nagrade za šport "Franjo Bučar".